# Скобла, Михаил Владимирович
Михаил Владимирович Скобла (бел. Міхась (Міхаіл) Уладзіміравіч Скобла; род. 23 ноября 1966, деревня Пеляжин, Зельвенский район, Гродненская область, БССР) — белорусский литератор.

## Биография
Окончил Деречинскую СШ (1984) и белорусско-русское отделение филологического факультета БГУ (1991). В конце 1980-х являлся участником общества «Тутэйшыя», которое занималось возрождением белорусской культуры.
Работал заместителем главного редактора журналов «Роднае слова» и «Бярозка», издательства «Беларускі кнігазбор», в Министерстве культуры и печати, вел авторскую программу «Вольная студыя» на Радио Свобода (1998—2017). С 2017 г. — обозреватель газеты «Народная Воля».
Член Союза белорусских писателей (с 1991), являлся заместителем председателя СБП (2002—2010).
Женат. Имеет дочь Софию и сына Вячеслава. Живёт в Минске.

## Творчество
Автор книг «Вечны зніч» (1990), «Розгі ў розніцу» (1993), «Вочы савы» (1994), «Камень-перунок» (1998), «Дзярэчынскі дыярыюш» (1999), «Нашэсце поўні» (2001), «Акно для матылькоў» (2009), «Вольная студыя» (2009), «Саркафагі страху» (2016), «Камізэлька для месяца» (2016), «Выспятак ад Скарыны» (2017). Автор-составитель поэтических антологий «Краса і сіла: беларуская паэзія ХХ стагоддзя» (2003) и «Галасы з-за небакраю: паэзія свету ў беларускіх перакладах ХХ стагоддзя» (2008).
Составил и прокомментировал изданные в серии «Беларускі кнігазбор» однотомники Владимира Жилки (1998), Ларисы Гениюш (2000), Рыгора Крушины (2005), Рыгора Бородулина (2008); а также собрания сочинений Алеся Соловья (2010), Ларисы Гениюш (в 2 томах; 2010), мемуарные сборники Николая Улащика (2016) и Михася Стрельцова (2017). Опубликовал тома эпистолярного наследия Ларисы Гениюш — «Каб вы ведалі» (2005) и «Лісты з Зэльвы» (2012), Зоськи Верас — «Я помню ўсё» (2013) и «Пакуль рука пяро трымае» (2015).
В книге «Высьпятак ад Скарыны» (2017) собраны блоги и диалоги Михася Скоблы.

## Признание
- Лауреат литературной премии имени Ведьмака Лысогорского (1988).
- Лауреат литературной премии Алеся Адамовича (2000).
- Лауреат премии журнала «Дзеяслоў» «Залаты апостраф» (2016).
- Лауреат премии «Гліняны Вялес» (2016)[1].
- Лауреат Международной премии «Воїн світла» (2016).
- Лауреат Международной литературно-художественной премии имени Пантелеймона Кулиша (2020)
- Награждён Медалью к столетию БНР Рады Белорусской Народной Республики.